# Pappa polis (TV-serie)
Pappa polis är en svensk TV-serie från 2002, baserad på Laura Trenters bok Pappa polis. Serien regisserades av Clas Lindberg och manuset skrevs av Soni Jörgensen.
TV-serien visades i tre 30-minutersavsnitt på SVT 2002 och gavs ut som film på VHS/DVD i 26 mars 2004.

## Handling
11-årige Julians pappa är polis. Pappan blir skjuten av en medlem från ett motorcykelgäng, men överlever. Förövaren ser ut att gå fri och Julian gör då egna efterforskningar. 

## Rollista
- Daniel Bragderyd – Julian Ståhl
- Ola Rapace – Jim Pettersson
- Jakob Eklund – pappa Fredrik
- Nathalie Kullenberg – Rebecka
- Daniel Dunér – Michael
- Fredrik Hammar – jägaren
- Thomas Hanzon – Martin
- Henrik Hjelt – bödeln
- Ingar Sigvardsdotter – mamma Anna
- Inga Ålenius – mormor